# История папства
История папства — история появления и правления Римских Пап в качестве главных пастырей Католической Церкви и правителя Святого Престола, вспомогательной суверенной территорией которого является Ватикан. Согласно  католическому учению, занимает этот пост как преемник первого римского епископа Святого Петра c того времени до наших дней.
Во времена Ранней Церкви епископы Рима не имели статуса правителей Святого престола до времени правления Константина Великого. После падения Западной Римской империи (см. Средние века около 476 г.) на папство оказали влияние cменяющиеся правители, окружающего Рим, Апеннинского полуострова; эти исторические периоды известны как Остготский период , Византийский период и Франкский период. Со временем папство консолидировало свои территориальные претензии на часть полуострова, известного как Папская область. После этого власть соседних суверенов была заменена на влияние выходцев из могущественных римских семей во времена saeculum obscurum, эры Кресцентии и Тускулумского периода.
С 1048 по 1257 год папство испытывало растущий конфликт с лидерами и церквями Священной Римской империи и Византийской империи (Восточная Римская империя). Конфликт с последней завершился расколом между Востоком и Западом, разделившим Римско-католическую церковь на Западе и Православную церковь — на Востоке. 
В 1257—1377 годах папа, хотя он и был епископом Рима, проживал в Витербо, Орвието и Перудже, а затем в Авиньоне. За возвращением пап в Рим после Авиньонского пленения пап последовал Великий западный раскол: разделение западной церкви между двумя и, на какое-то время, тремя конкурирующими папами.
Папство времён Ренессанса известно своим покровительством живописи и архитектуре, попыткой влияния на европейскую политику, и вызовами папской власти в решении богословских проблем. После начала Реформации, реформации папства и периода папства времён барокко привело католическую церковь к Контрреформации. Папы стали свидетелями наибольшей экспроприации богатств в истории церкви, во время Французской революции, которая затем последовала по всей Европе. Римский вопрос, возникший после объединения Италии, привел к потере Папской области и созданию Ватикана.

## Во времена Римской империи (до 493 г.)

### Раннее христианство
Католики и православные признают папу как преемника Петра и первого епископа Рима. Официальные декларации церкви говорят о том, что папы занимают в коллегии епископов позицию, аналогичную той, которую Петр занимал среди апостолов, а именно — первоверховного апостола, а коллегия епископов, рассматривается некоторыми как преемница «коллегии» апостолов.
Папа Климент I, самый ранний из отцов Церкви, отождествляется с Климентом от Филиппийцев 4:3. Его письмо к Коринфянам является «первым известным примером осуществления и принятия» церковного авторитета папства. Написанный в то время, когда Иоанн Богослов был ещё жив, Климент повелел, чтобы коринфяне сохранили единство друг с другом и положили конец расколу, который разделил церковь в этом регионе. Это папское письмо от Климента было так почитаемо, что некоторые считали его частью канона Нового Завета, как Эфиопская Православная Церковь до сих пор. Дионисий, епископ Коринфский, пишущий папе Сотеру («как отцу своих детей»), ссылается на письмо папы Климента:
Сегодня мы сохранили день святого Господа, в который мы прочитали ваше письмо, которое мы когда-либо будем иметь, чтобы прочитать и предупредить, так же как первое, написанное нам через Климента ... 
Многие отрицают, что Петр и те, кто утверждал, что они были его непосредственными преемниками, имели общепризнанную верховную власть над всеми ранними церквями, ссылаясь вместо этого на то, что епископ Рима был и остается «первым среди равных», как заявил патриарх православной церкви во II веке нашей эры и снова в XXI веке. Однако, в какой форме это утверждение должно быть принято, остается предметом спора между Католической и Православной Церквами, которые были единой церковью, по крайней мере, в течение первых семи вселенских соборов, и до формального разделения в 1054 году нашей эры.
Многие из епископов Рима в первые три века христианской эры были неясными фигурами. Большинство преемников Петра в первые три столетия после его жизни подвергались мученической смерти вместе с членами своей паствы в периоды гонений на христиан.

### От Константина до остготов (312—493)
Легенда о победе Константина I в битве при Мильвийском мосту (312) связывает его видение Хризмы и текста Сим победиши! в знамении на небе, а также воспроизведения этого изображения на щитах его войск. В следующем году Константин и Лициний провозгласили терпимость христианства Миланским эдиктом, а в 325 году Константин созвал и возглавил Первый Никейский Собор, первый Вселенский Собор. Ничто из этого, однако, не имеет особого отношения к папе, который даже не присутствовал на этом Соборе; на самом деле, первый епископ Рима, которого одновременно называют Папой — это Дамасий I (366—384). Более того, между 324 и 330 годами Константин перенес столицу Римской империи из Рима в Византий, бывший греческий город на Босфоре. Власть Рима была передана Византию, который позже, в 330 году, стал Константинополем, а сегодня — Стамбулом.
«Дар Константина», подделка 8-го века, используемая для повышения престижа и авторитета пап, ставит Папу в центр повествования о Константине Великом и христианстве. Легенда о Даре утверждает, что Константин предложил свою корону Сильвестру I (314—335), и даже что Сильвестр крестил Константина. На самом деле Константин был крещен (около даты своей смерти в мае 337 года) Евсевием из Никомедии, епископом ариан.
Хотя «Дарения» никогда не происходило, Константин передал Латеранский дворец епископу Рима, и около 310 г. н. э. начал строительство базилики Константина в Германии.
Император Константин также установил Старую Базилику Св. Петра, или Константиновскую базилику, её сегодняшнее местонахождение совпадает с её положением в эпоху Возрождения, Базилику Св. Петра в Ватикане, на месте захоронения святого Петра, как это было решено католической общиной Рима, после его обращения в католицизм.

## Средние века (493—1417)

### Остготский период (493—537)
Период остготского папства длился от 493 до 537. Папские выборы в марте 483 года были первыми, когда на них отсутствовал западный римский император. Папство находилось под сильным влиянием Королевства остготов, хотя Папа Римский напрямую не назначался королем остготов. Выбор и управление пап в этот период находились под сильным влиянием Теодориха Великого и его наследников: Аталариха и Теодахада. Этот период закончился тем, что Юстиниан I отвоевал Италию и сам город Рим во время Готской войны, открыв Византийский период (537—752).
Роль остготов стала ясна во время первого раскола, когда 22 ноября 498 года сразу два кандидата были избраны папой. Последующий триумф Папы Симмаха (498—514) над Антипапой Лаврентием является первым зарегистрированным примером симонии в истории папства. Симмах также установил практику выбора пап, назначая своих преемников, которая сохранялась до тех пор, пока в 530 году был сделан непопулярный выбор, и раздоры продолжились до выбора в 532 году Иоанна II, первого папы, сменившего имя после вступления в должность.
Теодорих был терпим к католической церкви и не вмешивался в догматические вопросы. Он оставался настолько нейтральным, насколько это было возможным, по отношению к папе, хотя и оказывал значительное влияние на дела папства. Период остготского влияния закончилось повторным завоеванием Рима Юстинианом, при котором проготский папа Сильверий (536—537) был свергнут и заменен его ставленником, Папой Вигилием (537—555).

### Византийский период (537—752)
Византийский период был периодом возвращения к Имперскому владычеству в истории папства от 537 до 752, когда при выборе пап требуется одобрение византийских императоров для архиерейской хиротонии, и многие папы были выбраны из числа апоксиариев (послов от папы к императору) или жителей византийской Греции, Сирии или Сицилии. Юстиниан I восстановил римское имперское правление на итальянском полуострове после готской войны (535–54) и назначил следующих трех пап- практика, которая будет продолжена его преемниками, а затем будет делегирована экзархату Равенны.
За исключением папы Мартина I, ни один папа в этот период не подверг сомнению полномочия византийского монарха утверждать избрание епископа Рима до того, как произошло его освящение; однако богословские конфликты были обычным явлением между папой и императором в таких областях, как монофелитство и иконоборчество. Носители греческого языка из Греции, Сирии и византийской Сицилии заменили членов влиятельных римских дворян итальянского происхождения в папском кресле в этот период. Рим под греческими папами представлял собой «плавильный котел» западных и восточных христианских традиций, отраженных как в искусстве, так и в литургии.
Папа Григорий I (590—604) был главной фигурой в утверждении первенства папы римского и дал толчок миссионерской деятельности в Северной Европе, включая Англию.
Римское герцогство было Византийским административно-территориальным образованием в Экзархате Равенны, которым управлял имперский функционер с титулом герцог. В пределах экзархата двумя главными районами были область около Равенны, где экзарх был центром византийской оппозиции к лангобардам, и герцогство Римское, которое охватывало земли Лациума к северу от Тибра и Кампании на юге до реки Гарильяно. Там сам папа был душой оппозиции.
Были предприняты усилия, чтобы как можно дольше сохранить контроль над промежуточными районами и связываться с ними через Апеннинские горы. В 728 году король-ломбард Лиутпранд взял замок Сутри по дороге в Перуджу, но вернул его папе Григорию II «в качестве подарка благословенным апостолам Петру и Павлу». Папы продолжали признавать имперское правительство.
В 738 году ломбардский герцог Трансамунд из Сполето захватил замок Галлезе, который защищал дорогу в Перуджу. Большим платежом папа Григорий III заставил герцога отдать ему замок.

### Франкский период (756—857)
В 751 году Айстульф взял Равенну и угрожал Риму. В ответ на эту угрозу папа Стефан II совершил необычное путешествие к северу от Альп, чтобы навестить франкского короля Пипина III в поисках помощи против вторгающихся лангобардов. Папские выборы были отмечены битвами между различными светскими и церковными группировками, часто запутавшимися в силовой политике Италии.
Папа помазал Пипина в аббатстве Сен-Дени под Парижем вместе с двумя маленькими сыновьями Пипина: Карлом и Карломаном. Пипин должным образом вторгся в северную Италию в 754 году и снова в 756. Пипин смог изгнать лангобардов с территории, принадлежащей Равенне, но он не передал её законному владельцу, византийскому императору. Вместо этого он передал большие площади центральной Италии папе и его преемникам.
Земля, предоставленная папе Стефану в 756 году, в так называемом «Даре Пипина», наделило папство светской властью и впервые создало стимул для светских властителей вмешиваться в выборы папы. Эта территория станет основой Папской области, которыми правили папы, пока папская область не была включена в новое королевство Италии в 1870 году. В течение следующих одиннадцати веков история Рима будет почти синонимом истории папства.
После физического нападения врагов на папу Льва III на улицах Рима, он в 799 году пробился через Альпы, чтобы посетить Карла Великого в Падерборне.
Неизвестно, о чём они договорились, но Карл Великий отправился в Рим в 800 году, чтобы поддержать папу. На церемонии в базилике Святого Петра, на Рождество, Лев должен был провозгласить сына Карла Великого своим наследником. Но неожиданно (как это утверждается), когда Карл Великий встал после молитвы, папа возложил на его голову корону и провозгласил его императором. Сообщается, что Карл Великий выразил недовольство, но тем не менее принял такую честь.
Преемник Карла Великого, Людовик I Благочестивый, вмешался в папские выборы, поддержав требование папы Евгения II; отныне папы должны были клясться в верности франкскому императору. Папские подданные должны были присягать в верности Франкскому Императору, и посвящение Папы могло быть выполнено только в присутствии представителей Императора. Посвящение папы Григория IV (827—844), избранного римскими дворянами, было отложено на шесть месяцев, чтобы достичь согласия Людовика. Папа Сергий II (844—847), выбранный римским дворянством, был посвящён без упоминания Лотаря I, который послал своего сына Людовика с армией и только тогда, когда «Сергию удалось умиротворить Людовика, которого он короновал королем», Лотарь I принял сторону Сергия II.

### Эпоха униженного состояния папства (904—1048)
Период, начинающийся с периода правления Папы Сергия III в 904 году и продолжающийся в течение шестидесяти лет до смерти Папы Иоанна XII в 964 году, иногда называют порнократией или «темным веком». Историк Уильям Дюрант называет период с 867 по 1049 год «надиром папства».
В этот период папы контролировались могущественной и коррумпированной аристократической семьей, Теофилактов и их родственниками.

### Имперское папство (1048—1257)
За императорскую корону, некогда принадлежавшую Каролингским императорам, боролись их свергнутые наследники и местные властители; никто не мог победить, пока Оттон I, император Священной Римской империи, не вторгся в Италию. Италия стала составной частью в Священной Римской империи в 962 году, а императоры стали немецкими. По мере того как императоры укрепляли свои позиции, северные итальянские города-государства разделялись на гвельфов и гибеллинов. Генрих III (император Священной Римской империи), обнаружил трех противоборствующих пап во время посещения Рима в 1048 году из-за беспрецедентных действий Папы Римского Бенедикта IX. Он сверг всех троих и назначил своего предпочтительного кандидата: папу Климента II.
История папства с 1048 по 1257 гг. будет по-прежнему отмечаться конфликтами между папами и императорами Священной Римской империи, в первую очередь борьбой за инвеституру, спором о том, кто — папа или император — мог назначать епископов в Империи. Хождение Генриха IV в Каноссу в 1077 году, чтобы встретиться с папой Григорием VII (1073-85), хотя и не вызвала подвижек в контексте более крупного спора, стала легендарной. Хотя император отказался от любого права вмешиваться в духовную инвеституру Вормсский конкордат (1122), проблема вновь обострилась.
Давние разногласия между Востоком и Западом также стали во главу церковного раскола между Востоком и Западом и крестовых походов. В первых семи Вселенских Соборах приняли участие как западные, так и восточные прелаты, но растущие доктринные, теологические, языковые, политические и географические различия в конечном итоге привели к взаимным обвинениям и отлучению. Папа Урбан II (1088-99) созвал совет в Клермоне, в ноябре 1096 с надеждой на воссоединение и оказывая поддержку византийцам, которые хотели вернуть свои земли утерянные в борьбе с сельджуками, После 10-дневного Собора Папа Римский Урбан II выступил с оживленной речью перед огромной толпой, когда он «подчеркнул обязанность христианского Запада идти на помощь христианскому Востоку». Спустя девять месяцев выступление Папы Урбана II (1088-99) на Клермонском соборе в августе 1096 года стало объединяющим призывом Первого крестового похода.
В отличие от предыдущего тысячелетия, процесс выбора пап в этот период стал несколько более регламентированным. Папа Николай II обнародовал In nomine Domini в 1059 году, которая наделила правом избирать папу на выборах Коллегию кардиналов. Правила и процедуры папских выборов развивались в течение этого периода, закладывая основу для современного папского конклава. Движущей силой этих реформ был кардинал Хильдебранд, который впоследствии стал Григорием VII.

### Бродячие папы (1257—1309)
Папа Римский является епископом Рима, но нигде не написано, что он должен там оставаться (фактически, ещё всего 200 лет назад кардиналы должны были проживать в Риме). Политическая нестабильность в XIII веке в Италии вынудила пап переезжать с места на место, включая Витербо, Орвието и Перуджу. Папы привозили с собой римскую курию, которая встречалась с коллегию кардиналов в городе, где умер последний папа для проведения папских выборов. Принимающие города пользовались повышением своего престижа и определёнными экономическими преимуществами, но муниципальные власти рисковали оказаться в подчинении у администрации папской области, если они позволяли папе оставаться надолго.
Согласно Имону Даффи, «аристократические группировки внутри города Рима вновь сделали его небезопасной базой для стабильного папского правительства. Иннокентия IV изгнали из Рима и даже из Италии на шесть лет, и все, кроме двух, папских выборов XIII века должны были проходить за пределами Рима. На горизонте самого Рима теперь доминировали укрепленные военные башни аристократии (около сотни были построены во время одного только понтификата Иннокентия IV), и папы все чаще проводили своё время в папских дворцах в Витербо и Орвието».

### Авиньонское пленение пап (1309—1377)
В течение этого периода в Авиньоне с 1309 года проживали семь пап, все были французами: папа Климент V (1305-14), папа Иоанн XXII (1316-34), папа Бенедикт XII (1334-42), папа Климент VI (1342-52), папа Иннокентий VI (1352-62), папа Урбан V (1362-70), папа Григорий XI (1370-78). В это время папство контролировалось французским королем. В 1378 году Григорий XI перенес папскую резиденцию обратно в Рим и умер там.

### Великий западный раскол (1378—1417)
Французские кардиналы организовали собственный конклав, где они избрали одного папу из своего числа, Роберта Женевского. Он взял имя Климент VII. Это было началом трудного периода с 1378 по 1417 год, который католические ученые называют «западным расколом» или «великим спором антипап» (также называемым «вторым великим расколом» некоторыми светскими и протестантскими историками). Когда партии внутри католической церкви были разделены в их преданности между различными претендентами на должность папы. Констанцский собор, в 1417 году, наконец, решил спор.
Ещё один совет был созван в 1414 году в Констанце. В марте 1415 года Пизанский антипапа, Иоанн XXIII, скрытно уехал из Констанца; он был возвращен, взят в плен и свергнут в мае. Римский папа Григорий XII добровольно ушёл в отставку в июле.
Совет в Констанце, окончательно очистившийся от пап и антипап, в ноябре избрал папу Мартина V папой.

## Раннее Новое время и Новое время (1417 — настоящее время)

### Папство времен Ренессанса (1417—1534)
От избрания Папы Римского Мартина V на Констанцском соборе в 1417 году до Реформации западное христианство было в значительной степени свободно от расколов, а также от значимых антипап. Мартин V возвратил папство в Рим в 1420 году. Хотя были важные разногласия по поводу направления религии, они были решены с помощью утвержденных тогда процедур папского конклава.
В отличие от европейских правителей, папы не были наследственными монархами, поэтому они могли продвигать свои семейные интересы только через кумовство. Слово непотизм первоначально относилось конкретно к практике создания кардиналов-племянников, когда оно появилось в английском языке около 1669 года. Согласно Даффи, «неизбежным результатом всего этого было создание богатого кардинальского сословия», класса с сильными династическими связями". В коллегии доминировали племянники-кардиналы — родственники пап, продвигавших их, крон-кардиналы — представители католических монархий Европы и представители влиятельных итальянских семей. Богатые папы и кардиналы все больше покровительствуют искусству и архитектуре эпохи Возрождения, перестраивая достопримечательности Рима с нуля.
Папская область стала напоминать современное национальное государство в этот период, и папство принимало все более активную роль в европейских войнах и дипломатии. Папа Юлий II стал известен как «Папа-воин» за то, что он использовал завоевания для увеличения территории и благосостояния папства. Папы этого периода использовали папские вооружённые силы не только для обогащения себя и своих семей, но также для усиления и расширения давних территориальных и имущественных притязаний папства как института. Хотя до западного раскола папство получало большую часть своих доходов от «энергичного осуществления своего духовного служения», в течение этого периода папы были финансово зависимы от доходов самой папской области. С амбициозными расходами на военные и строительные проекты, папы обратились к новым источникам доходов от продажи индульгенций и чиновничьих и церковных контор. Дипломатические и военные кампании Папы Климента VII привели к разграблению Рима в 1527 году.
Пап чаще призывали разрешать споры между конкурирующими колониальными державами, чем разрешать сложные богословские споры. Открытие Нового Света Колумбом в 1492 году нарушило нестабильные отношения между королевствами Португалии и Кастилии, чьи притензии на владение колониальными территориями вдоль африканского побережья в течение многих лет регулировались папскими буллами 1455, 1456 и 1479 годов. Александр VI издал три буллы, датированные 3 и 4 мая, которые были очень благоприятны для Кастилии; третья Inter Caetera (1493) предоставила Испании исключительное право колонизировать большую часть Нового Света.
Согласно Имону Даффи, «папство времени Ренессанса вызывает образы голливудского зрелища, декаданса и притяжения. Современники смотрели на „Рим эпохи Возрождения“ так же, как мы теперь смотрим на Вашингтон времен Никсона, город шлюх с расходными счетами и политического взяточничества, где все и каждый имели цену, где ничему и никому нельзя было верить. Казалось, сами папы задают тон». Например, Лев X сказал: «Давайте наслаждаться папством, поскольку Бог дал его нам». Некоторые из этих пап завели себе любовниц и стали отцами детей и занимались интригами или даже убийствами. У Александра VI было четверо признанных детей: Чезаре Борджиа, Лукреция Борджиа, Джоффре Борджиа и Джованни Борджиа, прежде чем он стал папой.

### Папство времен барокко (1585—1689)
Понтификат Папы Сикста V (1585—1590) открыл заключительную стадию периода католической Реформации, характерную для эпохи барокко в начале семнадцатого века, переходя от принуждения к привлечению. Его правление было сосредоточено на восстановлении Рима как великой европейской столицы и города в стиле барокко, наглядного символа католической церкви.

### Римский вопрос (1870—1929)
Последние восемь лет своего длинного понтификата — самого длинного в истории церкви — папа Пий IX провел в заключении в Ватикане. Католикам было запрещено голосовать или быть избранным на общенациональных выборах. Однако им было разрешено участвовать в местных выборах, где они добились успехов. Сам Пий был активным в те годы, создавая новые епархиальные места и назначая епископов для многочисленных епархий, которые были незанятыми в течение многих лет. На вопрос, хочет ли он, чтобы его преемник следовал итальянской политике, старый понтифик ответил:
Мой преемник может быть вдохновлен моей любовью к Церкви и моим желанием поступать правильно. Все изменилось вокруг меня. У моей системы и моей политики было время, сейчас я слишком стар, чтобы менять направление. Это будет задачей моего преемника.
Папа Лев XIII, считающийся великим дипломатом, сумел наладить отношения с Россией, Пруссией, Германией, Францией, Англией и другими странами. Однако в свете враждебного антикатолического климата в Италии он продолжил политику Пия IX в отношении Италии без каких-либо серьёзных изменений. Он должен был защищать свободу церкви от итальянских преследований и нападений в области образования, экспроприации и разрушения католических церквей, правовых мер против церкви и жестоких нападений, кульминацией которых стали антиклерикальные группировки, пытающиеся бросить тело покойного папы Пия IX в реку Тибр 13 июля 1881 года. Папа даже подумывал переместить папство в Триест или Зальцбург, два города под Австрийским контролем, идея, которую австрийский монарх Франц Иосиф I мягко отверг.
Его энциклика изменила позицию церкви по вопросу отношения со светскими властями, и в 1891 году в энциклике Rerum novarum впервые были рассмотрены вопросы социального неравенства и социальной несправедливости с позиции папской власти. Он находился под сильным влиянием Вильгельма Эммануила фон Кеттелера, немецкого епископа, который открыто вел пропаганду на стороне страдающих рабочих классов. Со времен Льва XIII папы расширяют права и обязанности рабочих и ограничения на частную собственность: энциклика папы Пия XI Quadragesimo anno, Социальное учение Пия XII по широкому кругу социальных вопросов, энциклика Иоанна XXIII Mater et magistra в 1961 году, энциклика Павла VI Populorum progressio по вопросам мирового развития и энциклика Иоанна Павла II, Centesimus annus, посвящённая 100-летию Rerum novarum папы Льва XIII.

### Современный период после Латеранских соглашений (с 1929)
Понтификат папы Пия XI был отмечен большой дипломатической активностью и выпуском многих важных документов, часто в форме энциклик. В дипломатических делах Пию сначала помогал Пьетро Гаспарри, а после 1930 года Эудженио Пачелли (сменивший его на посту папы известный как Пий XII). Шедевром кардинала Гаспарри были Латеранские соглашения (1929), заключённые Франческо Пачелли для Ватикана. Тем не менее, фашистское правительство и папа были в открытом разногласии по поводу ограничения деятельности молодежи. Кульминацией противостояния стало знаменательное папское письмо (Non abbiamo bisogno, 1931), в котором утверждалось, что невозможно быть одновременно фашистом и католиком. Отношения между Муссолини и Святым Престолом с тех пор стали прохладными.
Переговоры по урегулированию римского вопроса началось в 1926 году между правительством Италии и Ватиканом, а в 1929 г. они завершились соглашеними в трех Латеранских пактах, подписанные от лица короля Виктора Эммануила III премьер-министром Бенито Муссолини и государственным секретарем Пьетро Гаспарри, от лица папы Пия XI в Латеранском дворце (отсюда и название, под которым они известны).
Латеранские соглашения включали в себя политический договор, который создал государство Ватикан и гарантированную возможность полного и независимого суверенитета Святому Престолу. Папа обящал соблюдать вечный нейтралитет в международных отношениях и воздержание от посредничества в спорах, если это специально не потребуется всеми сторонами. Конкордат установил католицизм как религию Италии. Финансовым соглашением было урегулирование всех претензий Святого Престола против Италии, связанных с потерей светской власти в 1870 году.
Национальный конкордат с Германией был одной из главных задач Пачелли в качестве государственного секретаря. Будучи нунцием в 1920-х годах, он предпринимал безуспешные попытки получить немецкое согласие на такой договор, а между 1930 и 1933 годами он попытался начать переговоры с представителями последующих правительств Германии, но оппозиция протестантских и социалистических партий, нестабильность национального правительства и забота отдельных земель о защите своей автономии сорвали эту цель. В частности, вопросы конфессиональных школ и пастырской работы в вооружённых силах препятствовали какому-либо соглашению на национальном уровне, несмотря на переговоры зимой 1932 года.
Адольф Гитлер был назначен канцлером 30 января 1933 года и стремился завоевать международную респектабельность и устранить внутреннюю оппозицию со стороны представителей церкви и католической Партии Центра. Он отправил своего вице-канцлера Франца фон Папена, дворянина католика и бывшего члена Партии Центра, в Рим, чтобы предложить переговоры о рейхсконкордате. От имени кардинала Пачелли, его давний помощник прелат Людвиг Каас, бывший председатель Партии Центра, согласовал первые проекты условий с фон Папеном. Конкордат был окончательно подписан Пачелли от Ватикана и фон Папеном со стороны Германии 20 июля и ратифицирован 10 сентября 1933 года.
Между 1933 и 1939 годами Пачелли написал 55 протестов против нарушений Рейхсконкордата. В частности, в начале 1937 года Пачелли попросил нескольких немецких кардиналов, в том числе кардинала Михаэля фон Фаульхабера, помочь ему написать протест против нацистских нарушений Рейхсконкордата; это должно было стать энцикликой Пия XI Mit Brennender Sorge. Энциклика, осуждающая мнение о том, что «возвышает расу, или народ, или государство, или конкретную форму государства … выше их стандартной ценности и обожествляет их до уровня идолопоклонства», была написана на немецком языке вместо латинского и читалась следующим образом: в немецких церквях в Вербное воскресенье 1937 года.

### Вторая мировая война (1939—1945)
Когда Германия вторглась в Польшу 1 сентября 1939 года, Ватикан объявил нейтралитет, чтобы избежать вовлечения в конфликт, а также чтобы избежать оккупации итальянскими военными. Церковная политика после Второй мировой войны папы Пия XII была сосредоточена на материальной помощи раздираемой войной Европе с её 15 миллионами перемещенных лиц и беженцев, внутренней интернационализации католической церкви и развитии её всемирных дипломатических отношений. Его энциклика Evangelii praecones способствовала принятию католическими миссиями поместных решений, многие из которых стали независимыми епархиями. Пий XII требовал признания местных культур как полностью равных европейской культуре. Он интернационализировал Коллегию кардиналов, ликвидировав итальянское большинство, и назначил кардиналов из Азии, Южной Америки и Австралии. В Западной Африке на юге Африки в Британской Восточной Африке, Финляндии, Бирме и французской Африке папа Пий создал независимые епархии в 1955 году.
Хотя после многих лет восстановления церковь процветала на Западе и в большинстве развивающихся стран, она столкнулась с самыми серьёзными гонениями на Востоке. Шестьдесят миллионов католиков попали под режимы, в которых доминировали советские власти, в 1945 году десятки тысяч священников и религиозных деятелей были убиты, а миллионы депортированы в советский и китайский Гулаги. Коммунистические режимы в Албании, Болгарии, Румынии и Китае практически уничтожили католическую церковь в своих странах.